# BigBo
BigBo (БигБо) — вездеход-амфибия на шинах сверхнизкого давления, производится в Костроме. Разработка вездехода была начата в 2014 году, а впервые BigBo был представлен публике осенью 2018 года на российской выставке «Охота и рыболовство».

## Особенности конструкции
Конструктивно BigBo во многом похож на «Шерп», но в то же время, имеет ряд отличий.
Оба вездехода имеют герметичный кузов, сделанный из высокопрочной стали и алюминиевых сплавов, бортоповоротную конструкцию с цепным приводом, бескамерные шины сверхнизкого давления и пневмоциркуляционную подвеску. BigBo также имеет среднемоторную компоновку, но в качестве силового агрегата в нём используется более мощный двигатель. Первоначально это был полуторалитровый бензиновый двигатель от Hyundai Accent мощностью 102 л. с., с 2021 г. — 128-ми сильный дизельный мотор.
Коробка передач используется автоматическая. Первоначально устанавливалась 4-ступенчатая, от Hyundai Accent, с 2022 г. — 6-ступенчатая.
Рама-лодка может быть выполнена из стали с антикоррозийным покрытием или из нержавеющей стали толщиной 1,5 мм. Днище дополнительно защищено высокопрочным пластиком РЕ-1000, толщиной 10 мм — пластичным, не колющимся, устойчивым к морозам. В кузове BigBo нет накладных деталей, каждый элемент является несущей конструкцией. Верхняя часть кузова, каркас остекления, изготавливается из алюминия. Крыша вездехода оборудована двумя большими люками.
Вместо рычагов в BigBo установлен мотоциклетный руль с электроусилителем, который имеет регулировку по высоте. В отличие от других вездеходов подобного типа BigBo имеет панорамное остекление. Передняя дверь сдвигается влево с помощью специального механизма, а не откидывается вниз. Первоначально передние стёкла изготавливались из поликарбоната, в настоящее время используется триплекс.

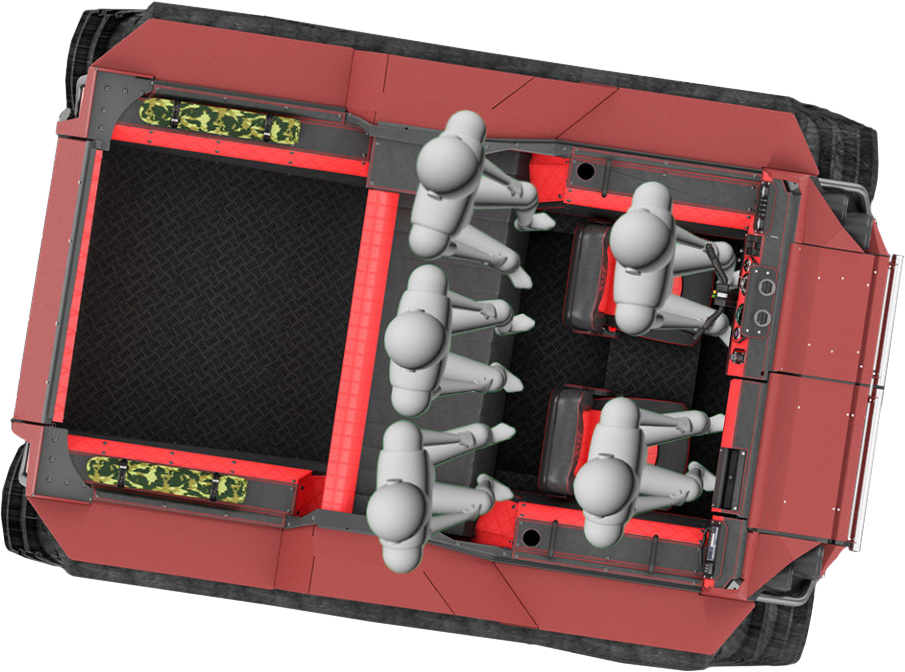
Компоновка салона. Двигатель расположен под вторым рядом сидений

В стандартной комплектации вездеход имеет 5 мест, оборудованных ремнями безопасности. По желанию заказчика их число может быть увеличено до 9 (путём установки 4 дополнительных сидений в багажном отделении) или, наоборот, уменьшено.
В BigBo используются шины собственной разработки. Размер шин — 1580х540х24". Максимальное давление — 0,18 атмосферы, минимальное рабочее давление составляет всего 0,02. Регулировка давления осуществляется из салона вездехода. Накачиваются шины не выхлопными газами (как на машинах похожего класса), а турбокомпрессором, который расположен рядом с двигателем. Время накачки колёс составляет примерно 15 секунд.
В конструкции трансмиссии применяются фрикционные муфты от ГАЗ-71. Устройство трансмиссии BigBo позволяет совершать разворот на месте вокруг центра. Например, когда вездеход поворачивает налево, колёса, с правой стороны машины вращаются вперёд, а с левой — не стоят на месте, а вращаются назад.
Система электрооборудования BigBo сделана без вывода массы на корпус транспортного средства, что даёт возможность эксплуатировать амфибию продолжительное время в солёной морской воде.
После рестайлинга 2021 г. боковые окна стали раздвижными, объём топливного бака был увеличен с 90 до 120 литров.
Вездеход BigBo — отечественная разработка. Иностранные в нём только двигатель и АКПП, но силовой агрегат планируют заменить на отечественный.

## Технические характеристики
- Длина, мм — 3650
- Ширина, мм — 2520
- Высота, мм — 2520
- Полная масса, кг — 2000
- Клиренс, мм — 560
- Кузов — низ из стали, верх — алюминий, пластик
- Рама-лодка — из стали с антикоррозийным покрытием или из нержавеющей стали
- Двигатель — Hyundai (на первых моделях — бензиновый, с 2021г — дизельный)[1]
- Максимальная мощность, л. с. — 102 (бензиновый), 128 (дизель)
- Коробка передач — автоматическая, 4-ступенчатая, автоматическая, 6-ступенчатая
- Сцепление — нет
- Подвеска — пневматическая
- Грузоподъёмность, кг — 1000
- Мест — 5 — 9 (в зависимости от исполнения салона)
- Спальные места — 2
- Объём багажного отделения, мм — 1120×1140
- Максимальная скорость, км/ч — 55 (до 80 с повышающим редуктором)[13]
- Минимальная скорость, км/ч — 2
- Скорость на воде, км/ч — 6
- Преодолеваемые грунты — любые
- Крутизна преодолеваемого подъёма, градусов — 38
- Тип шин — бескамерные, сверхнизкого давления, собственной конструкции
- Размер шин — 1580 х 540 х 24"
- Рабочее давление в шинах, атм. — 0,18 — 0,02
- Стояночная тормозная система — механический стояночный тормоз
- Расход топлива, л/ч — 7
- Объём топливных баков, л — 120

## Галерея

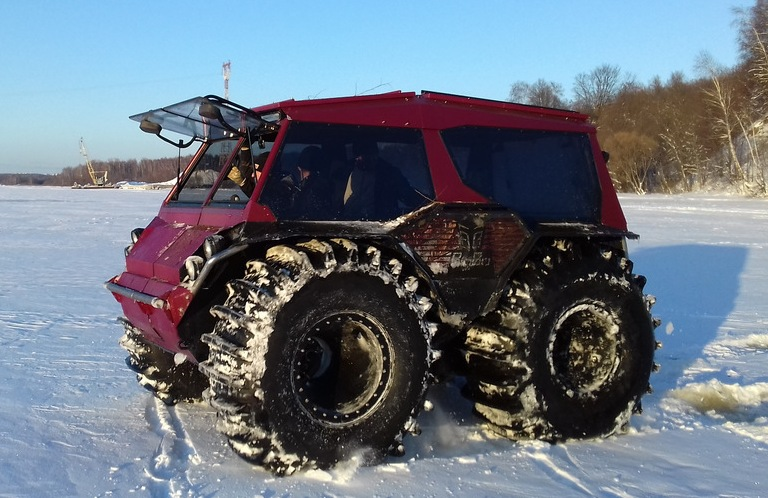
До рестайлинга
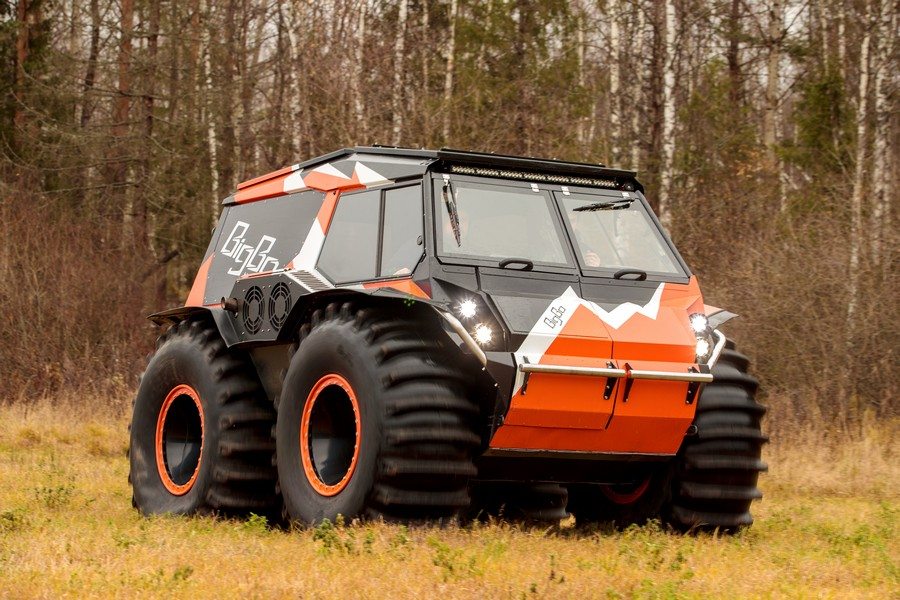
Рестайлинг 2021 г
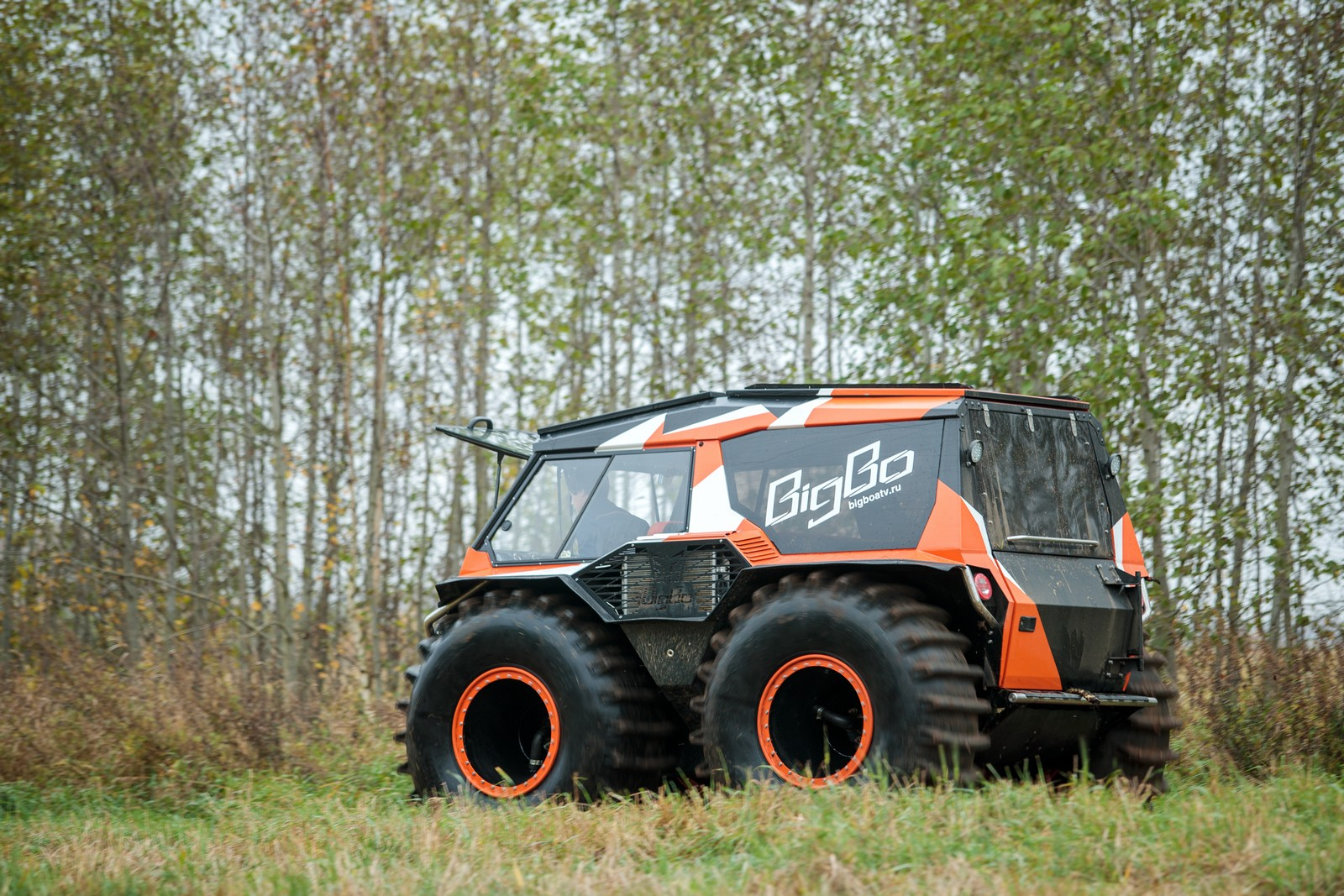
С левой стороны расположена решётка радиатора
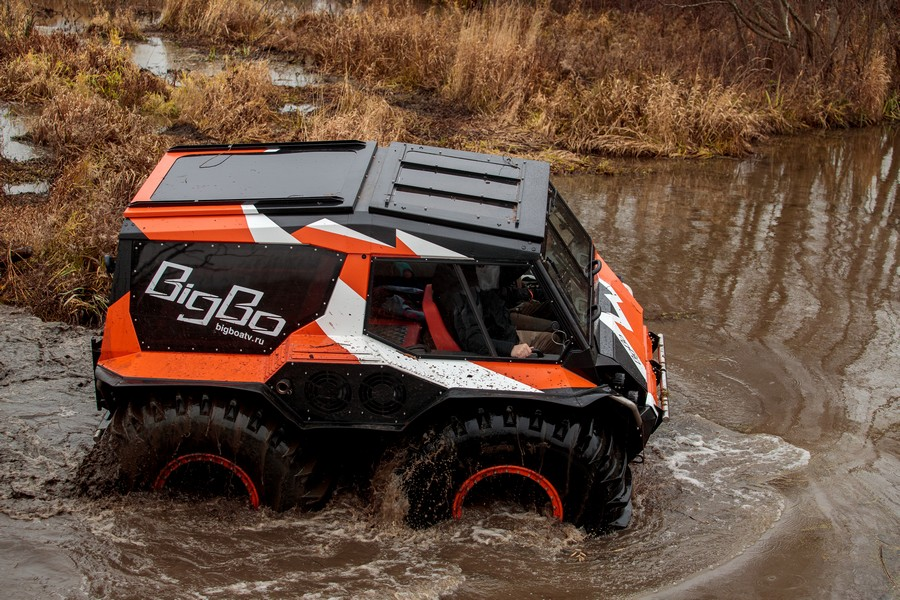
С правой стороны – решётка, прикрывающая глушитель. На крыше BigBo имеется два больших люка
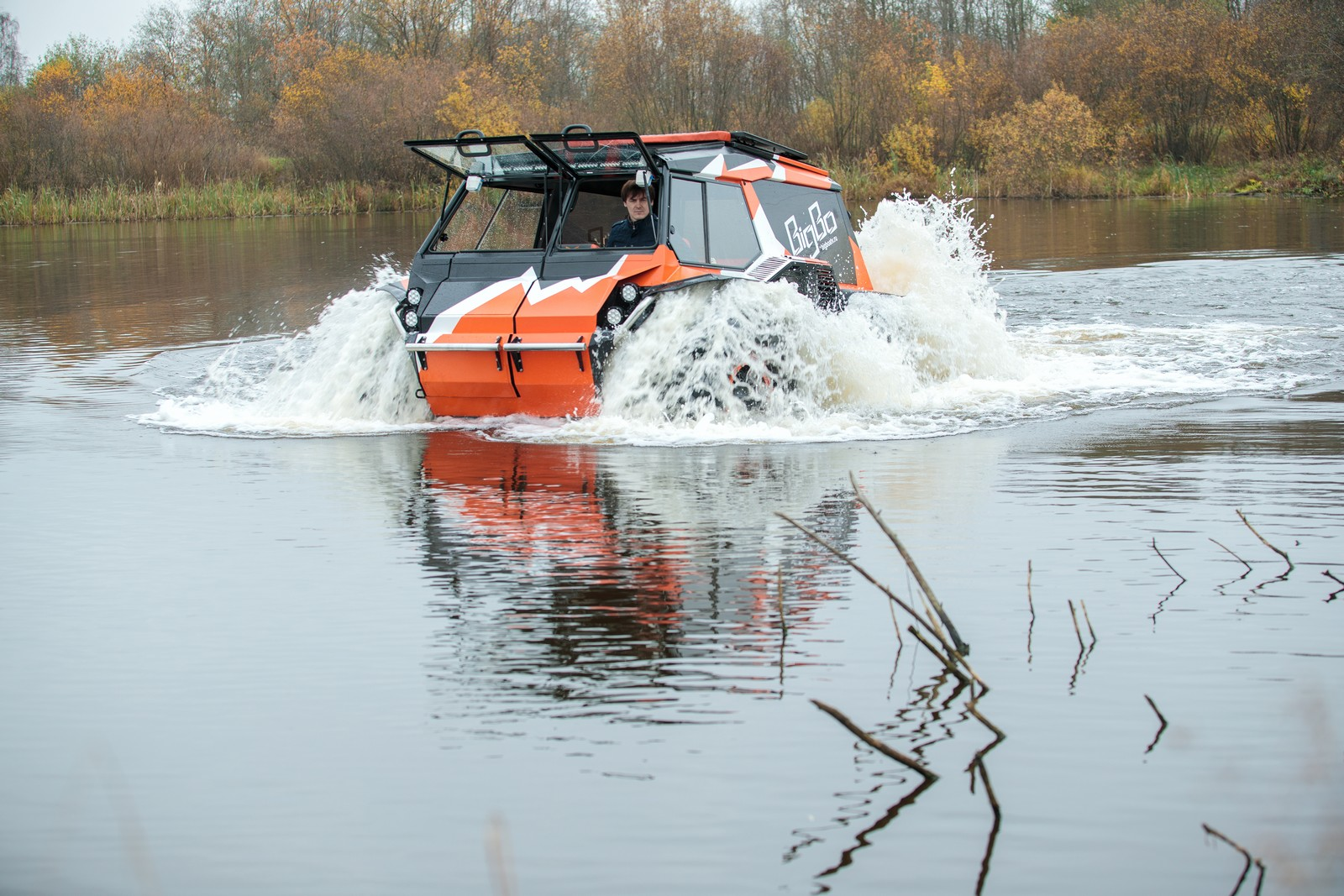
На плаву
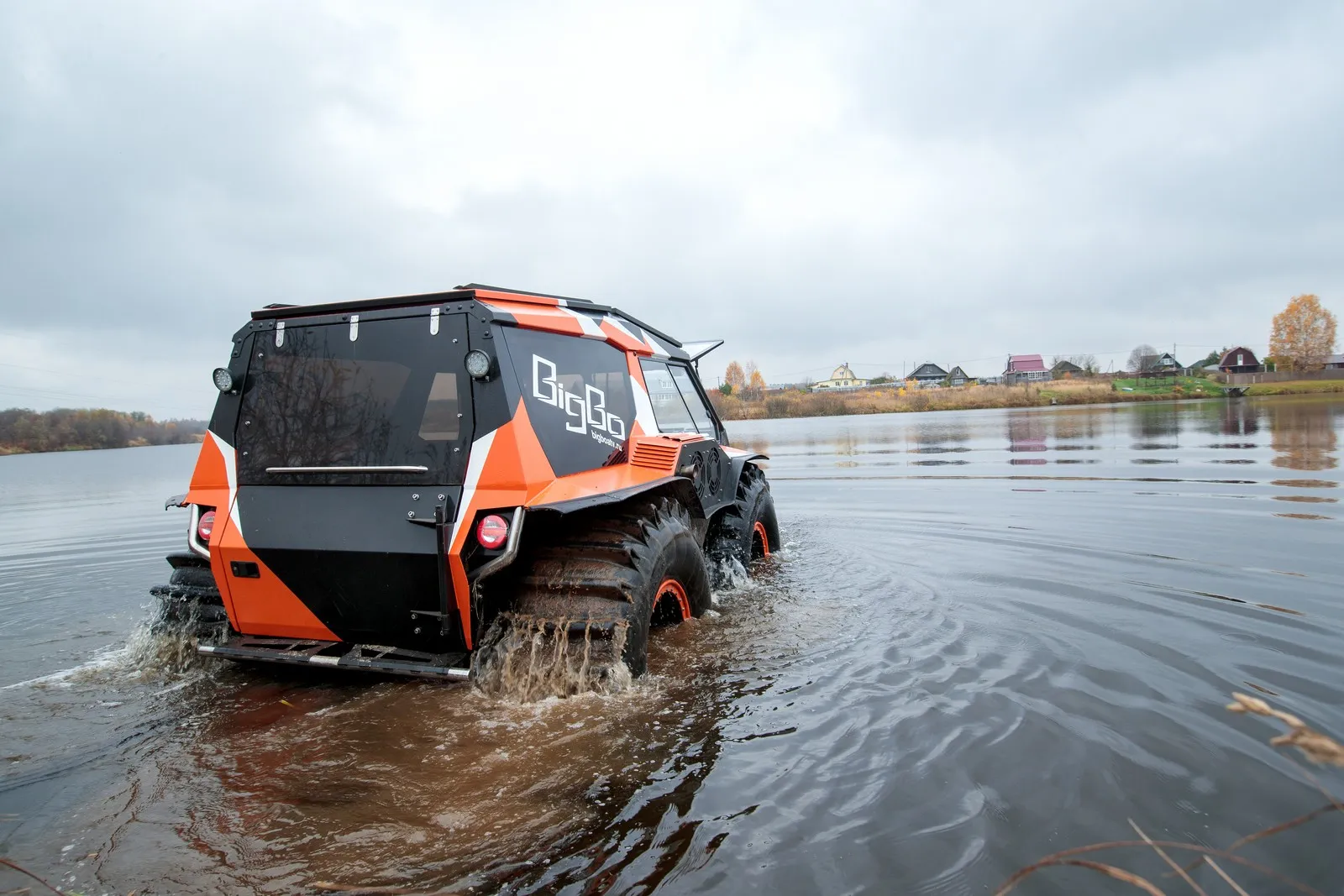
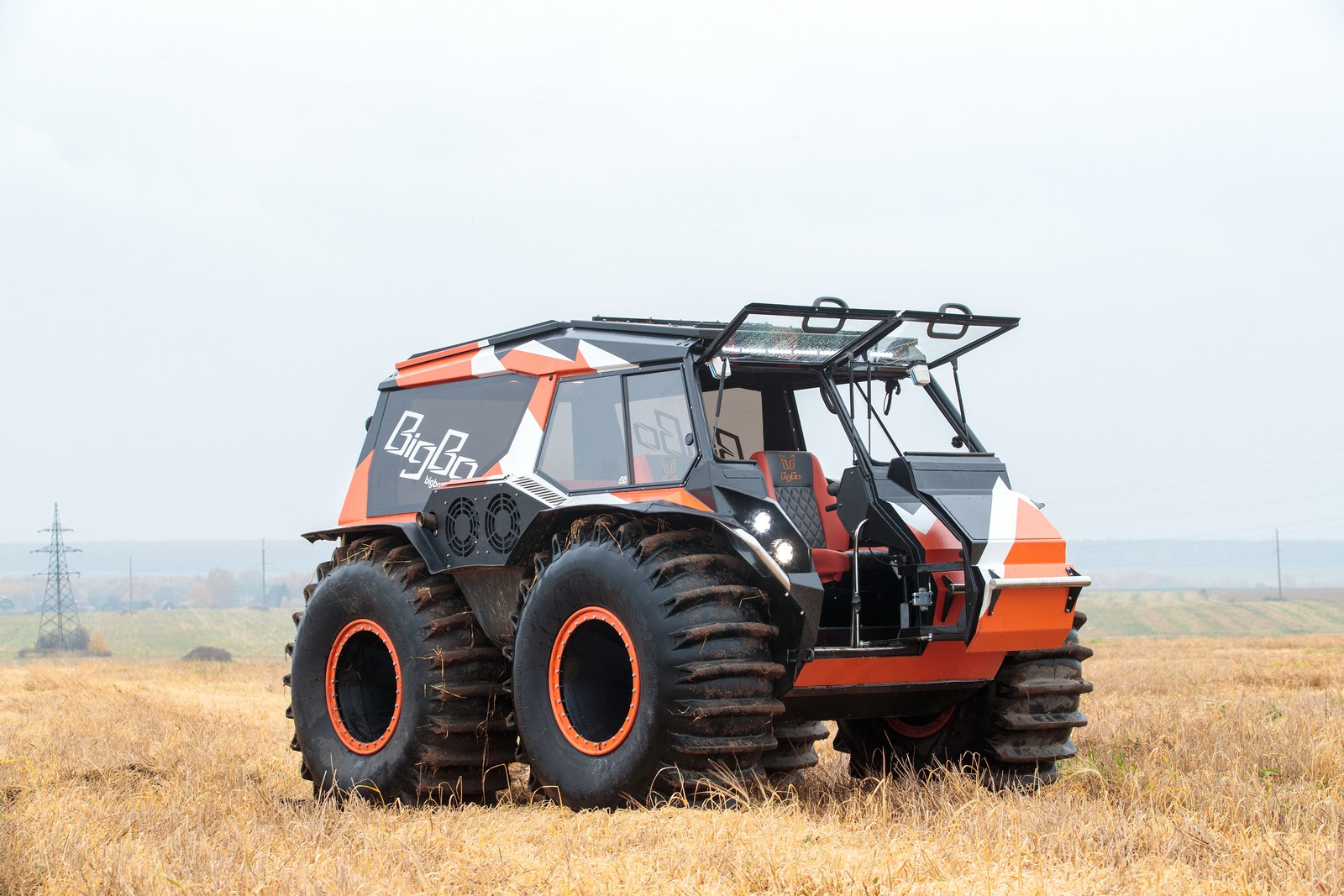
Передняя дверь сдвигается влево, а не откидывается, как на «Шерпе». Стекла водителя и пассажира открываются отдельно
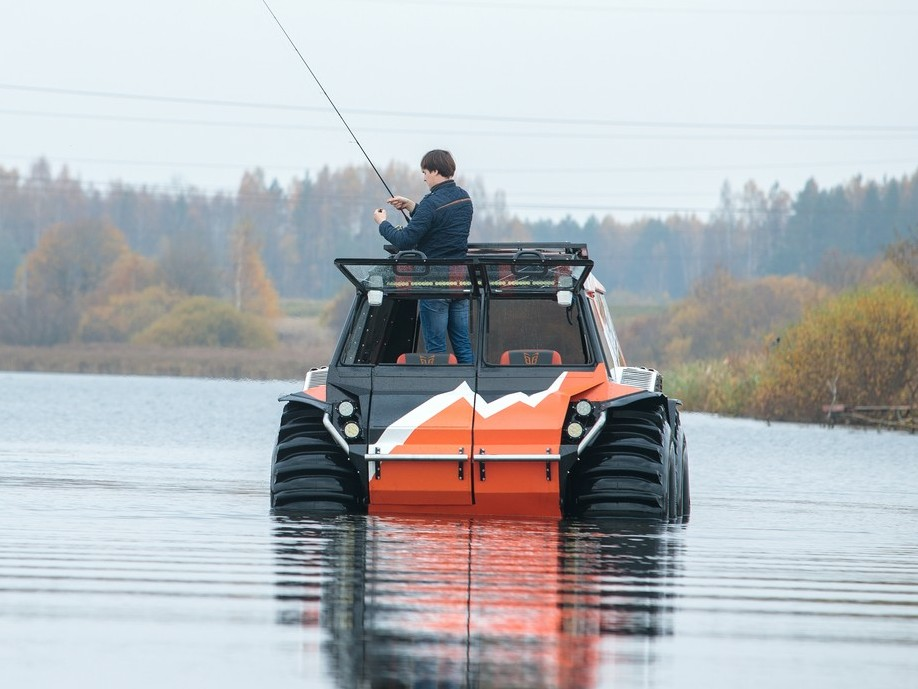
На плаву с открытым люком
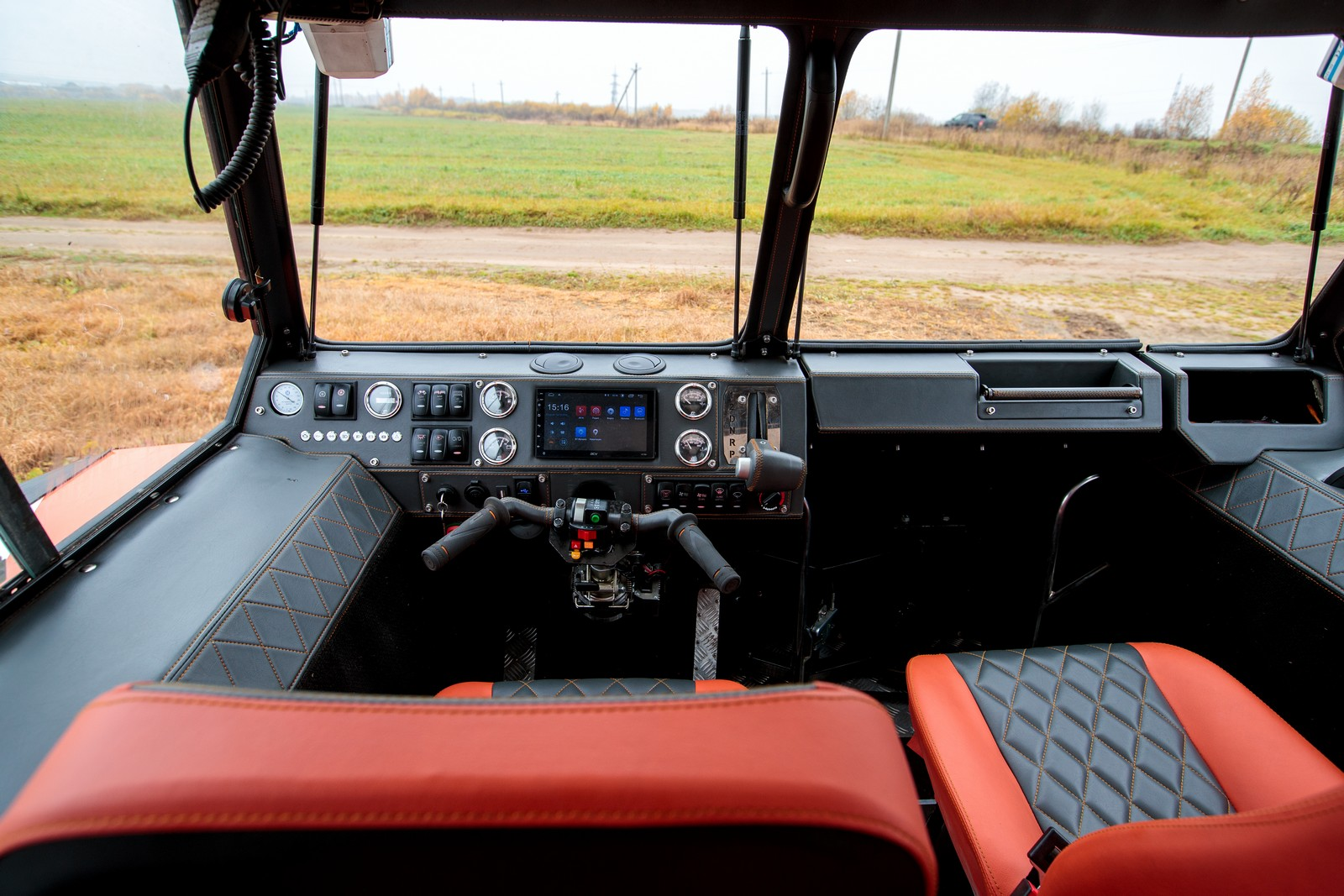
Салон вездехода BigBo
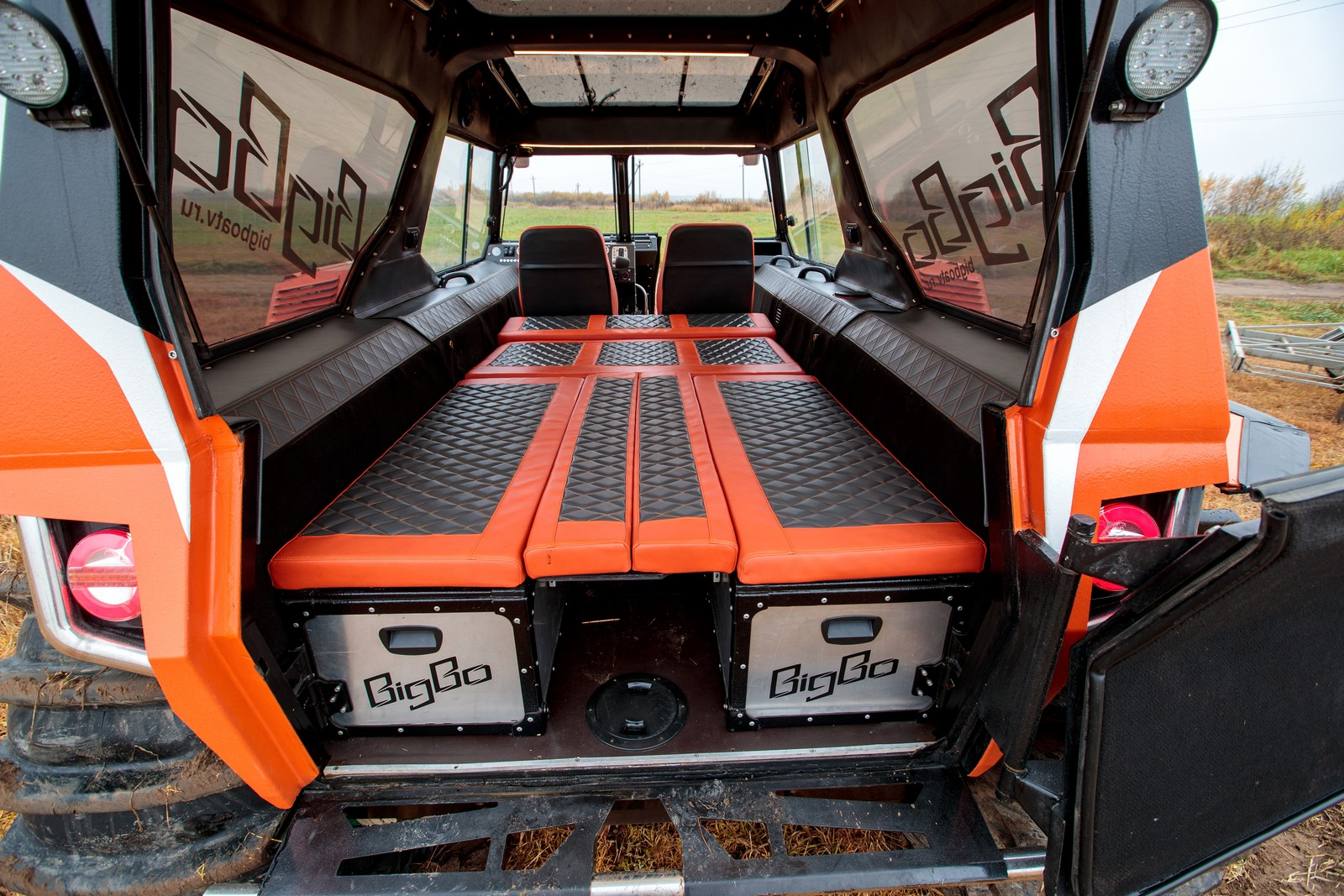
Спальные места

## Интересный факт
Вездеход BigBo доступен в качестве «дополнительного оборудования» к элитной яхте Ragnar.